# マチュラ海岸
マチュラ海岸（マチュラかいがん、英語: Matura Beach、スペイン語: Playa Matura / Playa de Matura）はトリニダード・トバゴの主島であるトリニダード島にある海岸である。
数少ないオサガメの産卵スポットとして有名であり、毎年50匹程のメスが産卵しに来る光景が見られる。